# HD 93385
HD 93385 — двойная звёздная система в созвездии Парусов. Находится на расстоянии около 137 световых лет от Солнца. Вокруг звезды обращаются, как минимум, две планеты.

## Характеристики
HD 93385 A представляет собой жёлтый карлик спектрального класса G2V. Видимая звёздная величина — 7,49m. Впервые в астрономической литературе упоминается в каталоге Генри Дрейпера, изданном в начале XX века. Температура поверхности звезды составляет около 5975 кельвинов, её конвективная зона намного меньше, чем у Солнца. Физические свойства HD 93385 аналогичны свойствам Солнца: её масса составляет 107% массы Солнца, радиус — 117% радиуса Солнца, светимость — 142% светимости Солнца. Обилие элементов, кроме водорода и гелия, почти такое же, как на Солнце. В настоящее время она имеет необычайно низкий уровень поверхностной активности и, таким образом, является кандидатом на аналог минимума Маундера. Физическая звезда-компаньон HD 93385 B с видимой визуальной величиной 12,29 расположена на угловом расстоянии 10,32 угловых секунды, что эквивалентно проекции расстояния 448 а.е. вдоль позиционного угла 288 °. По оценкам, звёздный компаньон имеет массы 45% массы Солнца. Обзор 2015 года исключил существование каких-либо дополнительных звëздных спутников на предполагаемых расстояниях от 12 до 352 а.е.

## Планетная система
В 2011 году калифорнийской группой астрономов, работающих со спектрографом HARPS, было объявлено об открытии двух планет в системе: HD 93385 A b и HD 93385 A c. Обе они представляют собой газовые гиганты, имеющие массу, приблизительно равную массе Нептуна. HD 93385 b обращается очень близко к родительской звезде — на расстоянии 0,11 а.е., совершая полный оборот за 13 с лишним суток.
Орбита HD 93385 c лежит немного дальше — на расстоянии 0,25 а.е. от звезды. Год на ней длится около 46 суток. Открытие обеих планет было совершено методом доплеровской спектроскопии. Ниже представлена сводная таблица их характеристик.
В 2017 году на самой внутренней орбите была открыта третья планета HD 93385 A d, а подтверждена в 2021 году.